# Оулавюр Торс
Оулавюр Тріггвасон Торс (ісл. Ólafur Tryggvason Thors; 19 січня 1892 — 31 грудня 1964) — ісландський політик, п'ять разів обіймав посаду прем'єр-міністра країни.

## Кар'єра
Оулавюр Торс був членом альтингу від 1926 року до самої своєї смерті. Наприкінці осені 1932 року обіймав посаду міністра юстиції. Від 1939 до 1942 року був міністром промисловості, а у 1942 та 1944—1947 роках, у своїх же кабінетах, очолював міністерство закордонних справ. Обіймав посаду соціального міністра у 1949—1950 роках, а від 1950 до 1953 року — посаду міністра промисловості й рибальства. У 1953-1956 Торс був міністром рибальства знов у власному кабінеті.